# フランク・ラムジー (バスケットボール)
フランク・ラムジー (Frank Ramsey, 1931年7月13日 - 2018年7月8日) は、アメリカ合衆国ケンタッキー州コリドン出身のバスケットボール選手。出身大学はケンタッキー大学。NBAのボストン・セルティックスが1950年代後半から1960年代に掛けて達成した伝説的な八連覇時代の主力選手の一人であり、シックスマンとして活躍した最初期の選手である。1982年には殿堂入りを果たした。

## 経歴

### 大学キャリア
フランク・ラムジーことフランク・ヴァーノン・ラムジー・ジュニアはマルチな才能を有していたスポーツ選手であり、ケンタッキー大学時代はバスケットはもとより、野球選手としても活躍した。バスケットでは伝説的なコーチ、アドルフ・ラップの指導の下、アレックス・グローザやクリフ・ヘイガンらと共にプレイし、2年目の1951年のNCAAトーナメントでは決勝でカンザス州立大学を破り、優勝を果たした。
しかしラムジーは1952年にカレッジバスケ全体を揺るがした一大スキャンダルに巻き込まれた。そのスキャンダルとは金銭授受が絡んだ八百長疑惑であり、カンザス大学も渦中のチームとなり、ラムジーのチームメイトであるアレックス・グローザらが容疑を認めた。結果カンザス大学は全米大学体育協会では最も重い罰となる出場停止処分（デス・ペナルティー）を受け、ラムジーは4年目のシーズンを棒に振った。
大学を卒業したラムジーは1953年のNBAドラフトでボストン・セルティックスから全体5位指名を受け、さらに彼のチームメイトのクリフ・ヘイガン、Lou Tsioropoulosもセルティックスから指名をうけたが、3人はすぐにNBA入りはせず、失ったシーズンを取り戻すために大学院生となってケンタッキー大学に戻った。ラムジーは1953-54シーズンに平均19.6得点の好成績を記録し、チームも25戦全勝、AP通信の全米ランキングでは1位にランキングされた。しかしNCAAトーナメントでは全米大学体育協会が大学院生のトーナメントの参加を禁止していたため、アドルフ・ラップはトーナメントへの参加を辞退した。ラムジーの大学通算成績は1344得点1038リバウンドだった。

### セルティックス、6番目の男
ラムジーは1954年にセルティックスに合流するが、クリフ・ヘイガンはビル・ラッセル獲得のためセントルイス・ホークスにトレードされた。大学時代に苦楽を共にしたラムジーとヘイガンだが、NBAではライバルとして対立することになる。当時のセルティックスは未だ中堅チームの座に甘んじていたが、ボブ・クージーにビル・シャーマン、そしてラムジーと後の栄光の時代への土台作りは着々と進んでいた。ラムジーはルーキーイヤーの後に兵役に就くため1シーズン半セルティックスが離れるが、再合流した1956-57シーズンにはビル・ラッセルとトム・ヘインソーンが入団しており、セルティックスはこのシーズン44勝28敗の好成績を収めた。ラムジーは十分に先発級の実力を持っていたが、ヘッドコーチのレッド・アワーバックはあえてラムジーをシックスマンとして起用。これが奏功し、プレーオフを勝ち抜いたセルティックスはファイナルでヘイガンが所属するセントルイス・ホークスを破り、初優勝を果たした。翌1957-58シーズンにラムジーはキャリアハイとなる16.5得点7.3リバウンドを記録し、以後も平均15得点前後を記録するチームの有力な得点源として活躍した。
セルティックスは1958-59シーズンに2度目の優勝を果たして以後、空前の八連覇を達成し、1964年に引退するラムジーは6回、初優勝を加えると計7回の優勝に貢献することになる。シックスマン起用だったためオールスター出場や個人賞などとは無縁だったが、彼は伝説的な八連覇時代のセルティックスにおいて、ラッセルやクージー、シャーマン、ジョン・ハブリチェックらと並ぶ重要な選手であったと評価されている。以後セルティックスはラムジーの後任となるハブリチェックや1970年代のポール・サイラス、80年代のケビン・マクヘイル、ビル・ウォルトンなど、シックスマンに優秀な選手を置くことが伝統となり、他に類を見ない大きな成功を収めるに至った。またラムジーの活躍はそれまでは「一番優秀な控え選手」に過ぎなかったシックスマンの地位を大きく押し上げることになり、「チームの切り札」として試合の重要な要素となった。
ラムジーは自身7回目の優勝を飾った1964年を最後に引退。NBA通算成績は9シーズン623試合の出場で、8,378得点3,410リバウンド、平均13.4得点5.5リバウンドの成績だった。彼の背番号『23』はセルティックスの永久欠番になっている。

### コーチキャリア
ラムジーは1970年に地元ケンタッキーのABAチーム、ケンタッキー・カーネルズのヘッドコーチに就任。1シーズンだけ指揮し、32勝35敗、勝率.478だった。

## その他
- カンザス大学のスキャンダルにラムジーは関わっていないとされているが、NBA入り後もラムジーには疑惑の目が向けられた。マディソン・スクエア・ガーデンでの試合では観客から"Fake!"の野次が飛ばされることもあった。これには審判を欺いたり、フロップ（わざと倒れてファウルを貰う）など、狡猾なプレイを得意としたラムジーのプレイスタイルも影響していた。
- バスケットから身を引いてからは農場の経営者となり、また銀行の社長も務めた。2005年11月15日には自宅が竜巻に襲われ全壊したが、ラムジーは無傷だった。
- 2018年7月8日、老衰のためマディソンビルで死去。86歳没[1]。